# Atoposauridae
Atoposauridae é uma família extinta de crocodiliformes neossúquios, conhecidos do Jurássico e Cretáceo da Eurásia. Caracterizados por seu pequeno tamanho e sua dentição heterodonte (com múltiplos tipos de dentes), acredita-se que tenham vivido em ambientes terrestres e semiaquáticos, e que consumiam presas pequenas como peixes, insetos e mamíferos. Os registros mais antigos do grupo são conhecidos do Jurássico Médio da Grã-Bretanha. A maioria da família é conhecida de depósitos do Jurássico Superior ao Cretáceo Inferior na França, Portugal e Baviera, no sul da Alemanha. A descoberta do gênero Aprosuchus [en], no entanto, estende a duração da linhagem até o final do Cretáceo na Romênia.

## Classificação
Atopossaurídeos são universalmente considerados membros de Neosuchia. Tennant et al. (2016), em sua revisão do grupo, descobriram que os atopossaurídeos eram neossúquios basais, e que o grupo, como tradicionalmente definido, era parafilético em relação a Paralligatoridae [en], restringindo Atoposauridae para incluir apenas os gêneros Alligatorium [en], Alligatorellus [en] e Atoposaurus [en]. No entanto, Schwarz et al. (2017) descobriram que a Atoposauridae tradicional como um todo era monofilética e o grupo-irmão de Paralligatoridae dentro de Eusuchia. Um resultado semelhante foi encontrado por Pochat-Cottilloux et al. (2024).

### Filogenia
Cladograma modificado de Buscalioni e Sanz (1988) e Buscalioni e Sanz (1990):
|  | Alligatorium [en]   |
|  |                     |
|  | Alligatorellus [en] |
|  |                     |
|  | Atoposaurus [en]    |
|  |                     |

|  | Montsecosuchus [en] |
|  |                     |
|  | Theriosuchus        |
|  |                     |

|  | Alligatorium [en]   |
|  |                     |
|  | Alligatorellus [en] |
|  |                     |
|  | Atoposaurus [en]    |
|  |                     |

|  | Montsecosuchus [en] |
|  |                     |
|  | Theriosuchus        |
|  |                     |